# Tauband

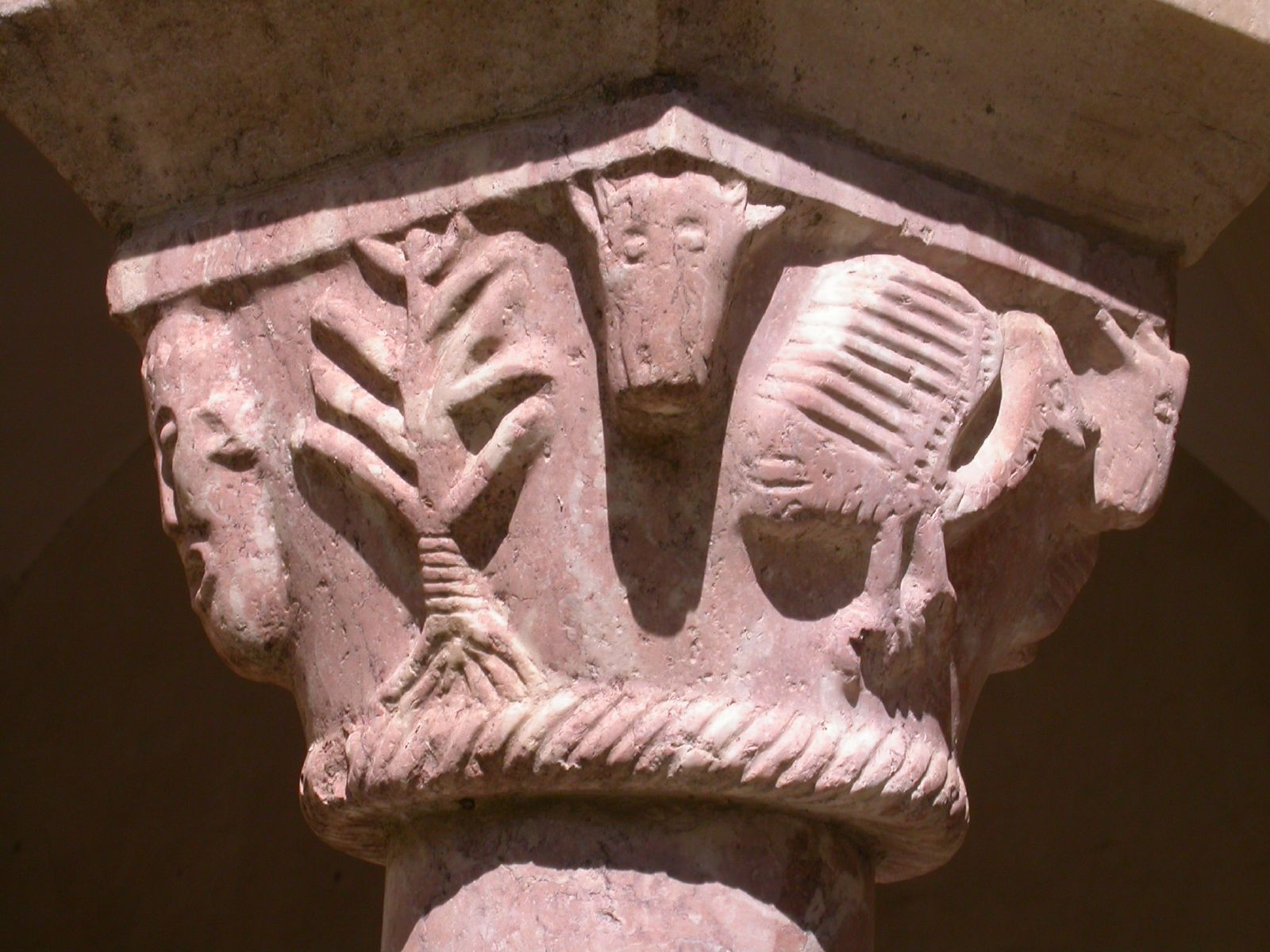
Tauband an einem romanischen Kapitell

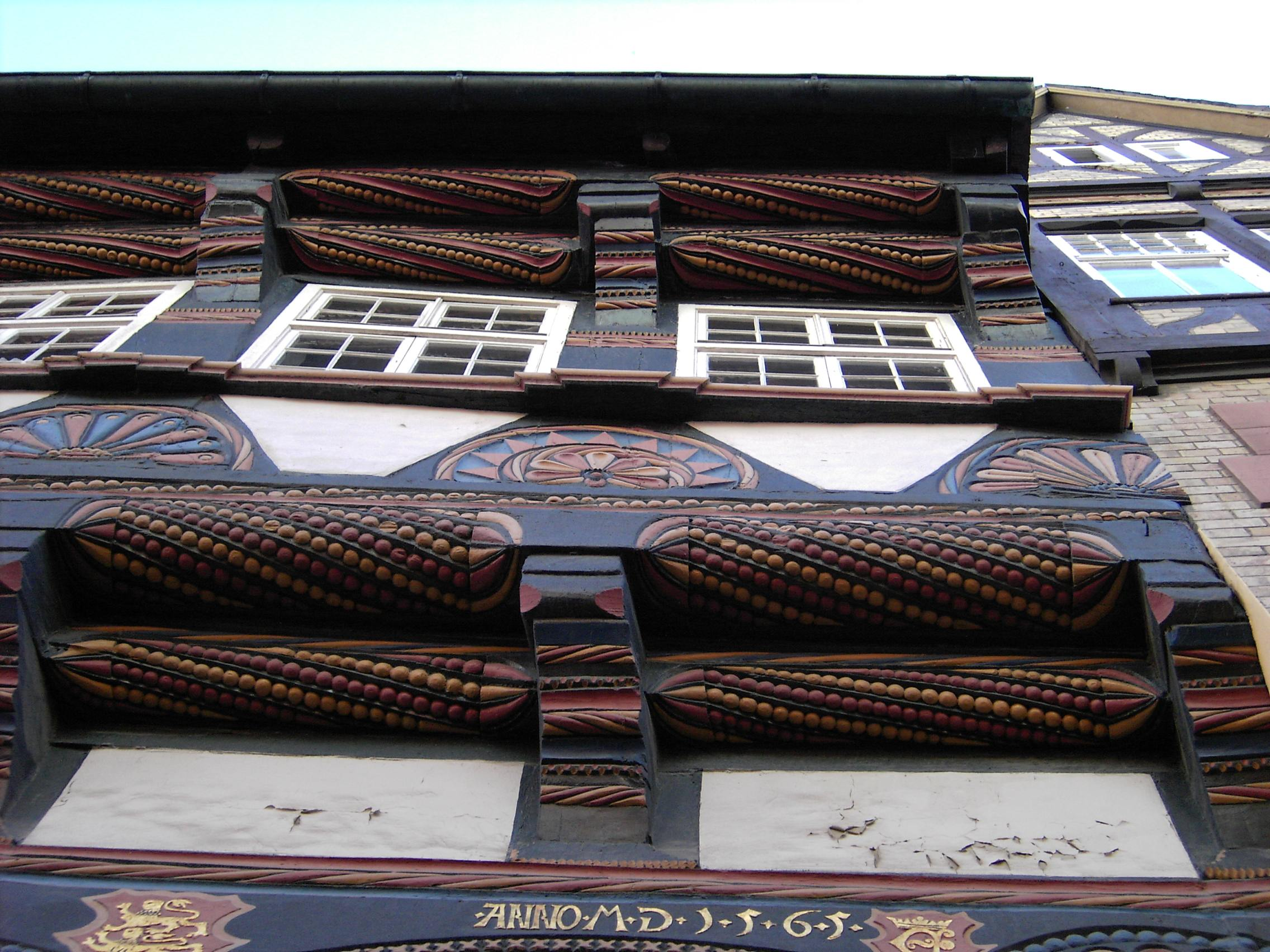
Tauband als Fachwerkschmuck

Als Tauband (Taustab, Seilstab) bezeichnet man in der Architektur eine Profilleiste, die mit Spiral- oder Flechtmuster nach der Struktur eines Taus oder Stricks versehen ist.

## Verbreitung
Um das Jahr 1180 säumte der dänische Steinmetz Horder Taufbecken im romanischen Stil mit Taubändern, wobei hier auch Motivik und Technik des Korbflechtens als Vorbild gedient haben können. Auch bei Portaleinfassungen etc. treten Taubänder in Erscheinung.
Sehr verbreitet sind Taustäbe im niedersächsischen Fachwerkbau des 16. und 17. Jahrhunderts. In dieser Zeit wurden die Häuser ebenfalls mit Schiffskehlen, auch in Kombination mit Taubändern, versehen. Beide Schmuckformen ersetzten die Windbretter des Mittelalters, die zur Verdeckung der für das Fachwerkhaus typischen Überstände dienten.

## Belege und Fußnoten
1. ↑  Hans Koepf, Günther Binding: Bildwörterbuch der Architektur. Mit englischem, französischem, italienischem und spanischem Fachglossar (= Kröners Taschenausgabe. Bd. 194). 4., überarbeitete Auflage. Kröner, Stuttgart 2005, ISBN 3-520-19404-X (Digitalisat auf moodle.unifr.ch, abgerufen am 24. März 2024), S. 460: Taustab.
2. ↑  Nicht zu verwechseln mit dem von kirchlichen Würdenträgern getragenen gleichnamigen Hirtenstab, der wegen seines T-förmigen Kopfteils nach dem griechischen Buchstaben Tau benannt wurde. Siehe Das große Kunstlexikon von P.W. Hartmann (Memento des Originals vom 2. April 2013 im Internet Archive)  Info: Der Archivlink wurde automatisch eingesetzt und noch nicht geprüft. Bitte prüfe Original- und Archivlink gemäß Anleitung und entferne dann diesen Hinweis.